# Cristian Cuffaro Russo
Cristián Javier Cuffaro Russo (nacido el 18 de mayo de 1988 en Rosario) es un futbolista argentino, actualmente jugando para Unión Casildense de la Liga Casildense de Fútbol, provincia de Santa Fe. Se desempeña como marcador central. Es hijo de Ariel Cuffaro Russo.

## Carrera
Formado en las divisiones juveniles de Rosario Central, llegó en 2009 al primer equipo del club. Sin embargo, no llegó a debutar oficialmente en su estadía hasta fines de 2010, aun cuando su padre, siendo entrenador de Central, lo llevó algunas veces al banco de suplentes. En 2011 emigró a Bolivia, jugando seis meses en Oriente Petrolero, y otro tanto en Guabirá. En 2012 pasó a ESPOLI, que estaba jugando en la Serie B de Ecuador. A mitad de ese año fichó por Huracán de Comodoro Rivadavia, en el Torneo Argentino B. La temporada siguiente se mantuvo en dicha divisional, vistiendo la casaca de San Martín de Mendoza. En el segundo semestre de 2014 jugó en Barraca de Armstrong, en la Liga Cañadense de Fútbol. En 2015 se reencontró con su padre, en Central Córdoba de Rosario; posteriormente se desempeñó en Deportivo Armenio, defendiendo en 2018 la casaca de Unión Casildense de la Liga Casildense de Fútbol.

## Clubes
| Club                         | País      | Año           |
| ---------------------------- | --------- | ------------- |
| Rosario Central              | Argentina | 2009-2010     |
| Oriente Petrolero            | Bolivia   | 2011          |
| Guabirá                      | Bolivia   | 2011          |
| Espoli                       | Ecuador   | 2012          |
| Huracán (Comodoro Rivadavia) | Argentina | 2012-2013     |
| San Martín (Mendoza)         | Argentina | 2013-2014     |
| Barraca (Armstrong)          | Argentina | 2014          |
| Central Córdoba (Rosario)    | Argentina | 2015-2016     |
| Deportivo Armenio            | Argentina | 2016-2017     |
| Unión Casildense             | Argentina | 2018-presente |